# Boophis rufioculis
A Boophis rufioculis a kétéltűek (Amphibia) osztályába, a békák (Anura) rendjébe és az aranybékafélék (Mantellidae) családjába tartozó faj. Neve a latin rufus és  oculi szavakból ered, utalva megjelenésére.

## Előfordulása
A faj Madagaszkár endemikus faja. A sziget keleti középső részén élő esőerdőkben honos, 900–1200 m tengerszint feletti magasságban az Andasibe-Mantadia Nemzeti Park és Antoetra község közötti területen.

## Megjelenése
Közepes méretű békafaj. A hímek hossza 31–35 mm, a nőstényeké 47 mm. Mellső lábán részben, hátsó lábán teljes úszóhártya található. Háti bőre viszonylag sima, enyhe dudorokkal és finom redőkkel. Színe meglehetősen változatos, általában világosbarna, hátán néha sötétbarna mintázattal. Szeme alatt gyakran világos folt található. Íriszének külső pereme vörös színű, belseje bronzszínű. A hímeknek nem feltűnő hüvelykvánkosa és enyhén nyújtható hanghólyagja van.   

## Természetvédelmi helyzete
A faj legalább egy természetvédelmi területen, az Andasibe-Mantadia Nemzeti Parkban megtalálható. Háborítatlan élőhely esetén gyakori. Élőhelye a mezőgazdaság, a fakitermelés, faszénkészítés, az invázív eukaliptusztfajok és a legeltetés következtében csökken.